# دسکنسو (کالیفرنیا)
دسکنسو (به انگلیسی: Descanso) یک منطقهٔ مسکونی در ایالات متحده آمریکا است که در شهرستان سن دیگو، کالیفرنیا واقع شده‌است. دسکنسو ۴۹٫۷۶۸ کیلومتر مربع مساحت و ۱٬۴۲۳ نفر جمعیت دارد و ۱٬۰۸۹٫۰۶ متر بالاتر از سطح دریا واقع شده‌است.